# Forteau
Forteau is een gemeente (town) in de Canadese provincie Newfoundland en Labrador. De gemeente ligt aan de Straat van Belle Isle in het uiterste zuiden van de regio Labrador, vlakbij van de grens met Quebec. 

## Geschiedenis
In 1971 werd het dorp een gemeente met de status van local government community (LGC). In 1980 werden LGC's op basis van The Municipalities Act als bestuursvorm afgeschaft. De gemeente werd daarop automatisch een community om een aantal jaren later uiteindelijk een town te worden.

## Geografie
De plaats ligt langsheen Route 510, het zuidelijke gedeelte van de Trans-Labrador Highway. Naburige plaatsen zijn L'Anse-au-Clair (westwaarts) en L'Anse Amour en L'Anse-au-Loup (oostwaarts). Het bevindt zich in de kustregio Labrador Straits.

## Demografie
Demografisch gezien is Forteau, net zoals de meeste kleine dorpen in de provincie, aan het krimpen. Tussen 1986 en 2021 daalde de bevolkingsomvang van 580 naar 377. Dat komt neer op een daling van 203 inwoners (-35,0%) in 35 jaar tijd.
| Demografische ontwikkeling van Forteau tussen 1951 en 2021                 |
| -------------------------------------------------------------------------- |
|                                                                            |
| Bron: Statistics Canada (1951–1986, 1991–1996, 2001–2006, 2011–2016, 2021) |

### Taal
In 2016 hadden alle inwoners van Forteau het Engels als moedertaal. Daarbij hoorden 35 mensen die het Frans machtig waren.

## Gezondheidszorg
In de gemeente bevindt zich het Labrador South Health Centre, een gezondheidscentrum dat zorg aanbiedt aan de inwoners van zuidkust van Labrador. Het centrum valt onder de bevoegdheid van de Newfoundland and Labrador Health Services (en tot april 2023 onder die van de gezondheidsautoriteit Labrador-Grenfell Health).

## Galerij

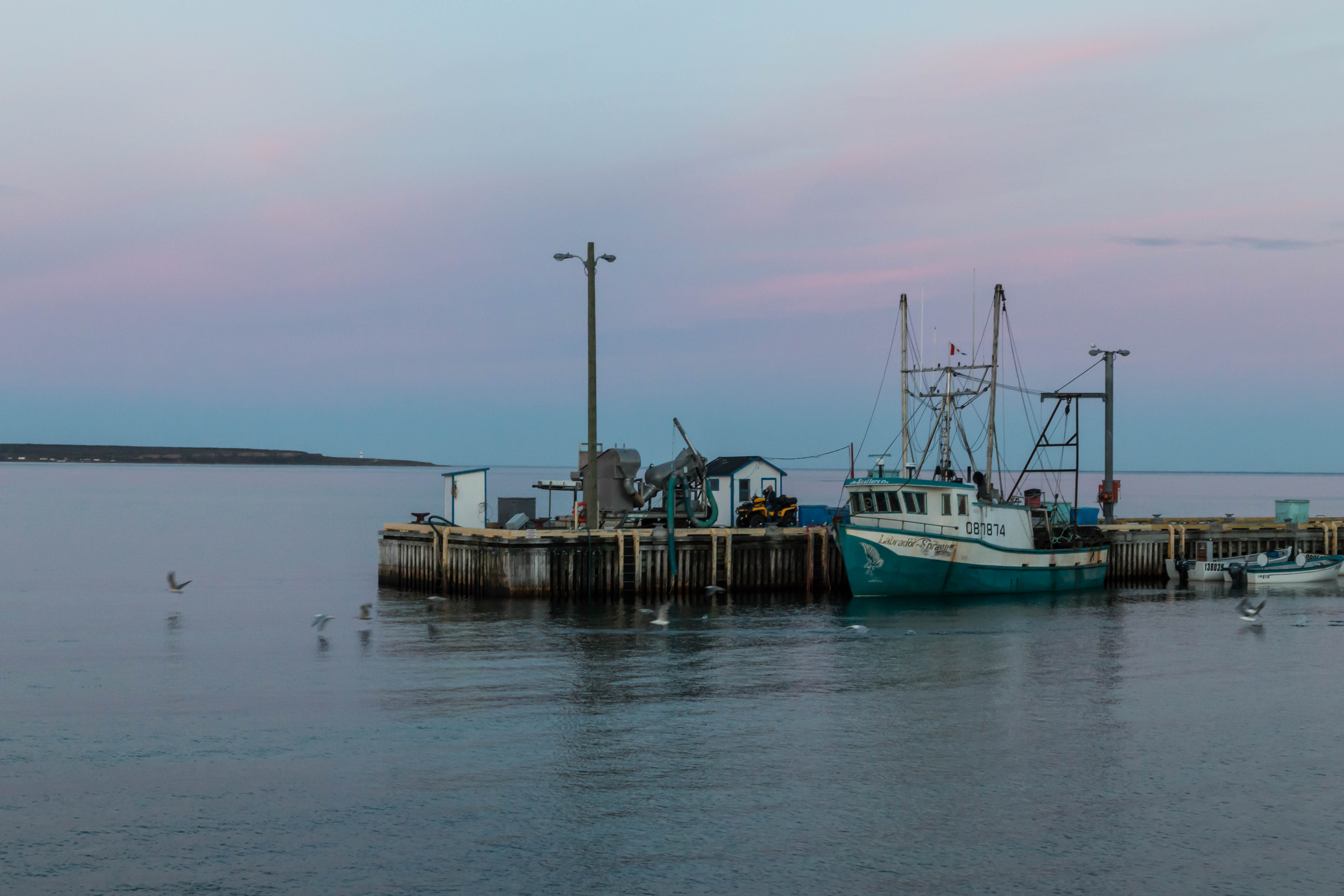
De pier van Forteau
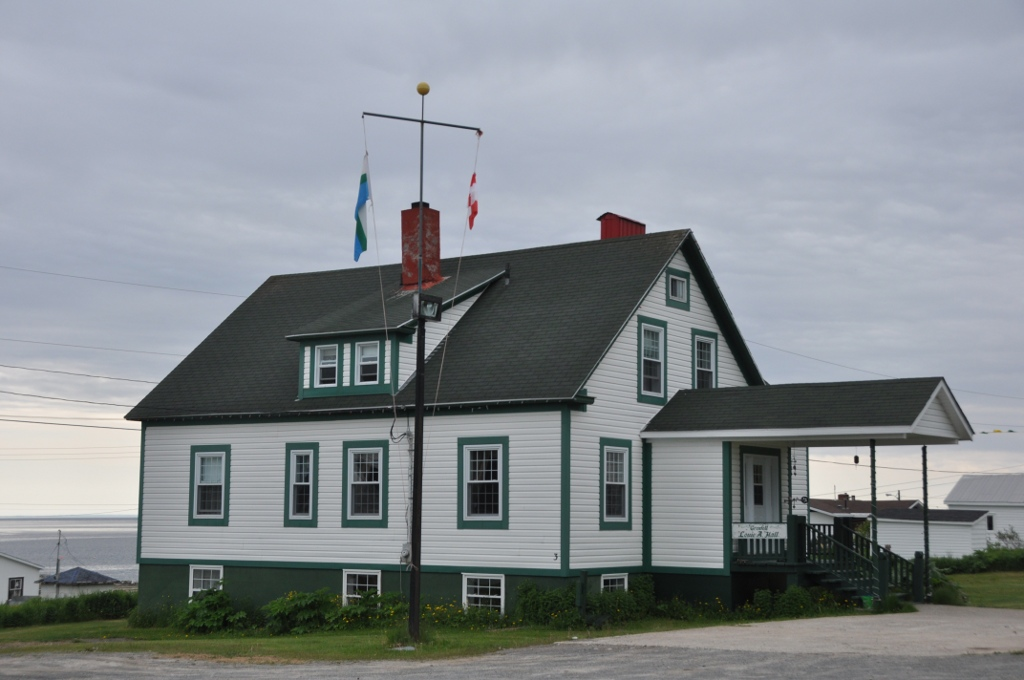
De in 1946 gebouwde Louie A. Hall